# Euplectes hartlaubi
Euplectes hartlaubi е вид птица от семейство Ploceidae.

## Разпространение
Видът е разпространен в Ангола, Габон, Замбия, Камерун, Демократична република Конго, Република Конго, Кения, Нигерия, Танзания и Уганда.